# Gardo Versoza
Mennen Torres Polintan (8 de noviembre de 1969, Manila), conocido artísticamente como Gardo Versoza. Es un reconocido actor de cine y televisión y productor  filipino de ascendencia india.

## Carrera
Su carrera como actor inició, tras interpretar sus personajes principales como Sabik Sa Halik, Machete II, Halimuyak Ng Babae y Kirot. Más adelante, se convirtió en una super estrella de cine,  participando en películas de acción como Cesar Clímaco, Mison y Ka Héctor. También ha participado en películas de éxito y de taquilla, motivada por la crítica cinematográfica en una versión de 1998 como Marilou Diaz-Abaya de Rizal, donde interpretó al héroe Andrés Bonifacio y Sisa, donde también interpretó a José Rizal/Pepe. Recientemente ha probado suerte en una comedia protagonizada en la película Pinoy Blonde.
Su éxito no se limitó en el cine. También ha sido el punto principal de algunos programas de mayor audiencia en la televisión filipina, incluyendo en "Mula sa". Donde interpretó a famosos personajes difundidas los días Domingos por televisión, como  It Might Be You as Camilo San Carlos y Sugo where he was Apo Abukay.
En el inicio de su carrera y su apogeo, Gardo Versoza, fue etiquetado como el "hombre más sexy de Asia."

## Vida personal
Está casado con su esposa llamada, Ivy Vivencio.

## Filmografía
- Sisterakas (2012)
- Gulong (2007)
- First Day High (2006) .... Rene Samartino
- Pinoy/Blonde (2005)
- Mano Po III: My love (2004)
- Babae sa Breakwater (2004) .... Dave
- Animal (2004) .... Ferdie
- Kerida (2003)
- Bigay hilig (2003)
- Kiskisan (2003) .... Marvin
- Biyahera (2002)
- Kailangan kita (2002)
- Aagos ang dugo (2001)
- Huwag mong ubusin ang bait ko! (2000) .... Franco Valero
- Sa piling ng mga aswang (1999)
- Sindak (1999)
- Kabit ni Mrs. Montero, Ang (1999)
- Sisa (1999) .... Jose Rizal a.k.a. Pepe
- Jose Rizal (1998) .... Andres Bonifacio
- Notoryus (1998) .... SPO1 Dalisay (as Police Syndicate)
- Kargado (1998) .... Frido
- Bawal (1998)
- Kid Manalo, akin ang ulo mo (1998)
- Ang Lalaki sa buhay ni Selya (1997) .... Bobby
- The Mariano Mison Story (1997) .... Dennis
- Mabango (1997)
- Kristo (1996) .... Gestas
- Medrano (1996) .... David Medrano
- Halimuyak ng babae (1996)
- Sabik sa halik (1995) .... Rico
- Kirot 2 (1995) .... Dino
- Kandugan (1995)
- Ka Hector (1995)
- Sana'y laging magkapiling (1994)
- Machete 2 "Pure Awesomeness" (1994) .... David
- Bawal na gamot (1994) .... Jimbo
- Isang Linggong Pag-Ibig (1993)
- Ayaw ko ng mangarap (1993) .... Edward
- Kumusta Ka Aking Mahal (1993)
- Paminsan-minsan (1992)
- Sana kahit minsan (1992) .... Tony
- Lumayo ka man sa akin (1992)
- Ilalaban Kita ng Patayan (1991) ....
- Zaldong tisoy (1991)
- Ubos Na Ang Luha Ko (1991) .... Nando
- Magdalena S. Palacol Story (1991)
- Onyong Majikero (1991) .... George

## Televisión
| Año       | Título                                                 | Caracteres/Personaje    | Canal       |
| 1997      | Mula Sa Puso                                           | Domingo                 | ABS-CBN     |
| 2001–2002 | Biglang Sibol: Bayang Impasibol                        | Carlos Herrero          | GMA Network |
| 2002      | Kung Mawawala Ka                                       | Edmund Amparo           | GMA Network |
| 2002      | Bituin                                                 | Diony                   | ABS-CBN     |
| 2003-2004 | It Might Be You                                        | Camilo San Carlos       | ABS-CBN     |
| 2005      | Ang Mahiwagang Baul: Kung Bakit May Korona Ang Bayabas | Mura-On                 | GMA Network |
| 2005      | Sugo                                                   | Apo Abukay              | GMA Network |
| 2006      | Atlantika                                              | Haring Agat             | GMA Network |
| 2006      | Ang Kasagutan                                          | -                       | GMA Network |
| 2006      | Komiks Presents: Da Adventures of Pedro Penduko        | Kapitan Carling Ambing  | ABS-CBN     |
| 2007      | Komiks Presents: Pedro Penduko at ang mga Engkantao    | Nanding                 | ABS-CBN     |
| 2007      | Asian Treasures                                        | Socrates                | GMA Network |
| 2007      | Sine Novela Presents: Kung Mahawi Man Ang Ulap         | Pablo Acuesta           | GMA Network |
| 2007      | Ysabella                                               | Young Perry             | ABS-CBN     |
| 2007      | Kamandag                                               | Haring Saban            | GMA Network |
| 2008      | Sine Novela Presents: Magdusa Ka                       | Bernardo Doliente       | GMA Network |
| 2008      | I Am KC                                                | Mang Nolan              | ABS-CBN     |
| 2008      | Maalaala Mo Kaya: Basura                               | Jojo                    | ABS-CBN     |
| 2008      | Luna Mystika                                           | Dante / Sikano          | GMA Network |
| 2009      | Sugat ng Kahapon                                       | Aldo                    | GMA Network |
| 2009      | May Bukas Pa                                           | Gary                    | ABS-CBN     |
| 2009      | Katorse                                                | Don Anselmo Arcángel    | ABS-CBN     |
| 2010      | Rubi                                                   | Arturo Dela Fuente      | ABS-CBN     |
| 2010      | Your Song Presents: Isla                               | Mario                   | ABS-CBN     |
| 2010      | The Celebrity Cook-Off                                 | Himself/Host            | TV5         |
| 2010      | Maalaala Mo Kaya: Rosas                                | Nestor                  | ABS-CBN     |
| 2010      | Untold Stories Mula sa Face to Face                    | Various                 | TV5         |
| 2010      | Wansapanataym: Zoila's Valentina                       | Luis Veneración         | ABS-CBN     |
| 2011      | Agimat: Ang Mga Alamat ni Ramon Revilla: Bianong Bulag | Ernesto Gutiérrez       | ABS-CBN     |
| 2011      | Green Rose                                             | David Tobias            | ABS-CBN     |
| 2011      | Maalaala Mo Kaya: TV                                   | George Habijan          | ABS-CBN     |
| 2011      | Amaya                                                  | Rajah Mangubat          | GMA Network |
| 2011      | Ikaw Lang Ang Mamahalin                                | Ferdinand Fuentebella   | GMA Network |
| 2012      | Maalaala Mo Kaya: Singsing                             | Piding                  | ABS-CBN     |
| 2012      | Hiram na Puso                                          | Leonardo 'Leo' Saavedra | GMA Network |
| 2012      | Felina: Prinsesa ng mga Pusa                           | Arvin                   | TV5         |
| 2012      | Aso ni San Roque                                       | Kanlaon                 | GMA Network |
| 2013      | Never Say Goodbye                                      | Dindo Carpio            | TV5         |
| 2013      | Mga Basang Sisiw                                       | Efren Rodrigo           | GMA Network |
| 2013      | Titser                                                 | Sir Gil                 | GMA News TV |
| 2013      | Genesis                                                | Ka Andoy                | GMA Network |
| 2014      | Rhodora X                                              | Derick Ferrer           | GMA Network |